# Златна рибка
Вижте пояснителната страница за други значения на Златна рибка.
Златната рибка (Carassius auratus) е домашна версия на Сребриста каракуда (Carassius gibelio, тъмносиво/кафяв шаран родом от Азия). За пръв път е отгледана успешно в Китай преди около 1000 години. Благодарение на селективното кръстосване, днес златните рибки се срещат в различни цветове, окраски, големина и форма, доста различни от първоначалния домашен шаран.

## История
В Китай по време на династията Танг (618 – 907) е било популярно да се отглеждат шарани в изкуствени езера. Като резултат от доминантен ген се е появила мутация и някои от рибките са изглеждали като златни (всъщност жълто оранжеви), доста различни от нормалната сребърна декорация. Хората започнали да отглеждат златните, вместо сребърните, показвали ги в малки аквариуми. Рибите не са се държали постоянно в тях, а в изкуствени езерца. Едиствено с изложбена цел са се слагали в аквариуми.
През 1162 г. императрицата от династията Сонг, наредила да се изгради изкуствено езеро, където ще отглеждат селектираните червени и златни декоративни шарани. До това време на хора извън императорското семейство е било забранявано да отглеждат златни рибки от жълтата разновидност, жълтото е било императорският цвят. Вероятно това е причината да има повече оранжеви златни рибки, за сметка на жълтите, въпреки че последните са по-лесни за отглеждане.
Появата на други разновидности за пръв път е документирана през 1276 г. Първата поява на воална златна рибка е по време на династията Минг. През 1502 г. за пръв път са представени в Япония, където по-късно са получили видовете Риукин и Тосакин.
През 1611, златната рибка е представена в Португалия и от там на други места е Европа. През 1620 година е приета много добре в Северна Европа, където се е смятало, че люспите ѝ с метален блясък символизират късмет и успех. Станало е традиция женените мъже да подаряват на съпругите си златна рибка за годишнините си, символ на просперитет за следващата година. Първата златна рибка е донесена в Северна Америка около 1850 г. и много бързо е станала много популярна е САЩ.

## Описание
Златната рибка е сравнително дребен член на семейство Шаранови, което е най-голямото семейство сладководни риби в света и може би най-голямото представителство от семейство гръбначни. Освен златната рибка, други представители са лещанка, главуш, шинер, данио, шаран и кои.
Селективното развъждане през вековете е довело до много различни цветови вариации, някои доста различни от основния „златен“ цвят. Има различни форми на тялото, конфигурация на перките и очите. Някои „крайни“ форми на златната рибка могат да се държат единствено в аквариуми на закрито и не са толкова издръжливи като обикновената златна рибка (шлаер). Но има и разновидности като „Шубункин“ (Shubunkin), които са много издръжливи и могат да се гледат във външни аквариуми.
Златните рибки могат да си сменят цвета в зависимост от светлината. Те произвеждат пигмент в зависимост от светлината, под която са изложени.
Достигат максимална дължина от 16 – 20 cm. В нормални условия могат да живеят около 10 – 15 години, но повечето златни рибки, които са домашни любимци живеят по-малко от шест или осем години, поради лоши условия (като отглеждане в малки кръгли аквариуми). При добро гледане много златни рибки в аквариумите доживяват и до 30 – 35 години. Най-старата златна рибка живяла някога е била на 49 години.
1. ↑  Carassius auratus (Linnaeus, 1758). // IUCN Red List of Threatened Species. International Union for Conservation of Nature. Посетен на 3 януари 2023 г. (на английски)
2. ↑  Carassius gibelio, Prussian carp: fisheries //   www.fishbase.org. Посетен на 16 февруари 2009.
3. 1 2 3  Background information about goldfish //   Посетен на 28 юли 2006.
4. ↑  goldfish //    Архивиран от оригинала на 2009-09-01. Посетен на 21 юли 2006.
5. ↑  Brunner, Bernd. The Ocean at Home.   New York, Princeton Architectural Press, 2003. ISBN 1-56898-502-9.
6. ↑  Aqua-fish.net: Goldfish
7. ↑  Боев, З. 1993. Златната рибка. – Природа и знание, 1: 41 – 42.